# Lazulischnäpper
Der Lazulischnäpper (Eumyias thalassinus) ist eine Singvogelart der Gattung Eumyias innerhalb der Familie der Fliegenschnäpper (Muscicapidae).

## Merkmale
Seinen Trivialnamen verdankt der Lazulischnäpper seinem auffälligen, türkisblauen Gefieder. Bei Jungtieren ist es weniger kräftig gefärbt mit grauen Untertönen. Die Zügel der Männchen sind dunkel gefärbt.

## Lebensweise
Die Art lebt in Wäldern und Waldrändern im Tief- und Hügelland. Sie ist oft auf Sitzwarten zu beobachten. Dort schnappt sie nach vorbeifliegenden Insekten.

## Verbreitung
Der Lazulischnäpper ist in Asien verbreitet, wo er in Bangladesch, Kambodscha, Laos, Vietnam, Malaysia, Indonesien, Brunei, Myanmar, Thailand, Indien, Bhutan, Nepal, Taiwan und China vorkommt. Auch im Süden Japans konnte er auf der Insel Shimo-Koshikijima (Koshikijima-Inseln) 2013 erstmals nachgewiesen werden und Richtung Westen wurde die Art auch bereits einzeln im Südosten des Irans beobachtet. Die IUCN stuft den Lazulischnäpper aufgrund des großen Verbreitungsgebiets als nicht gefährdet ein und den Populationstrend als stabil.

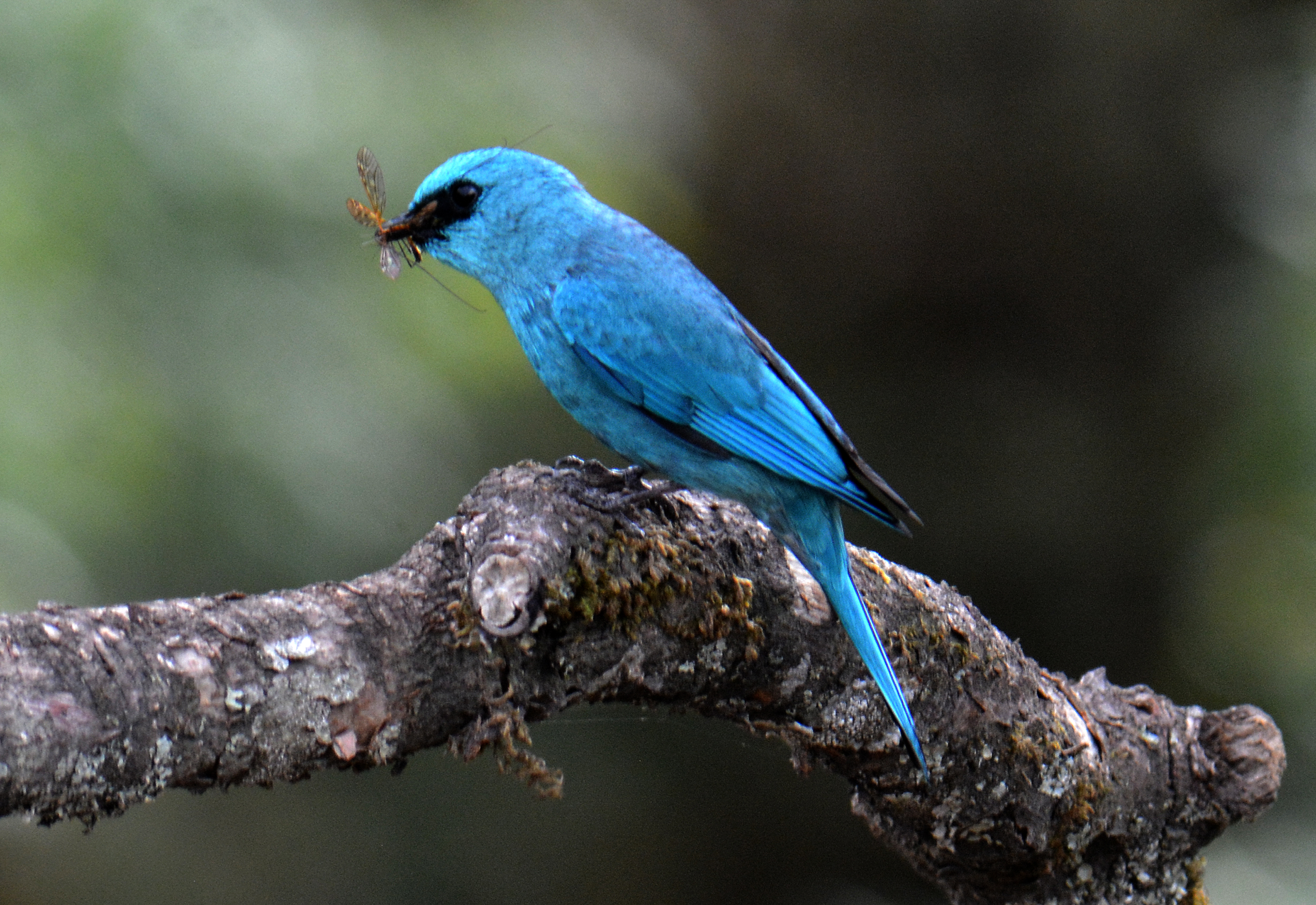
In Bhutan
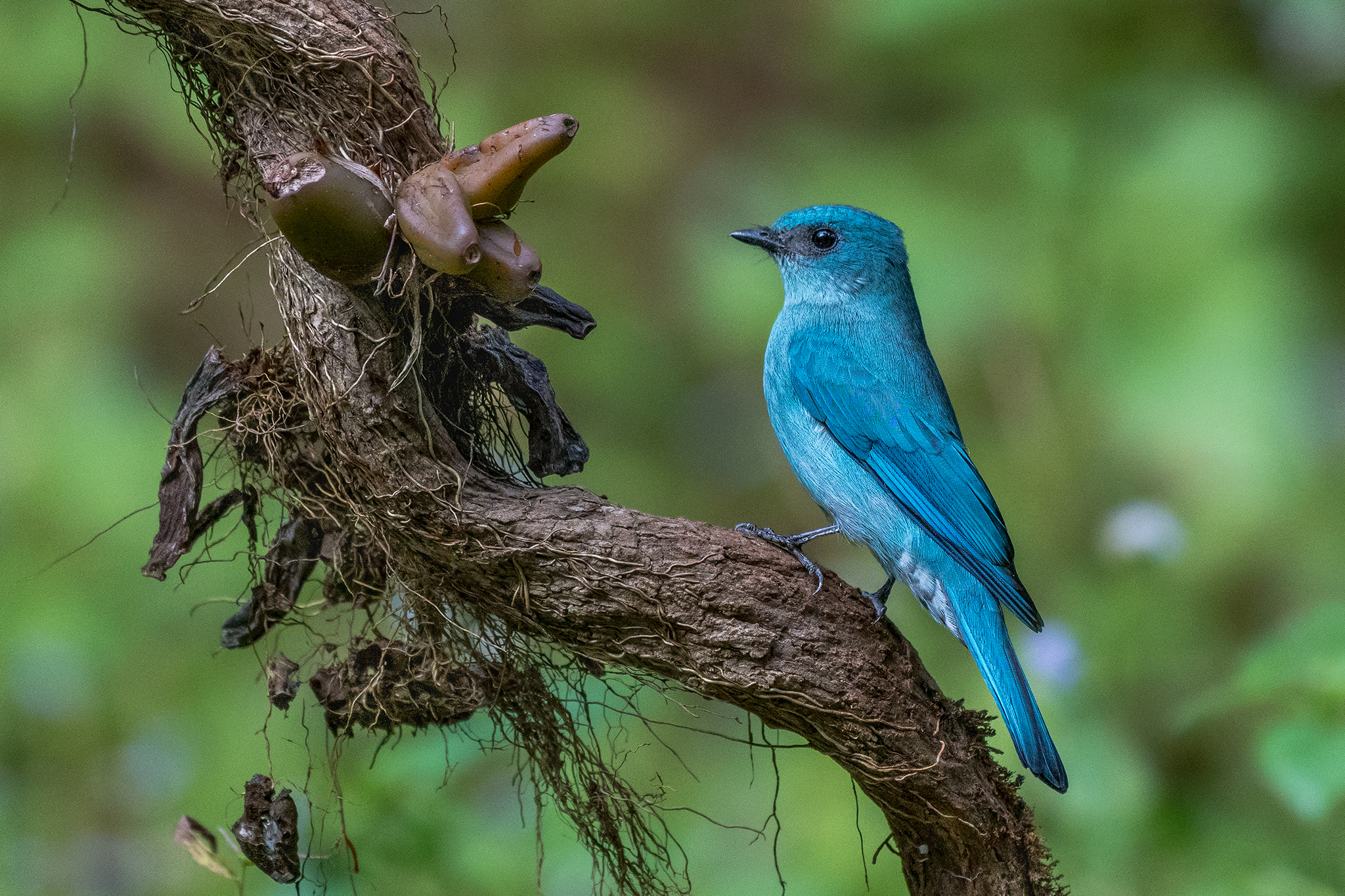
In Indien im Dandeli-Wildreservat
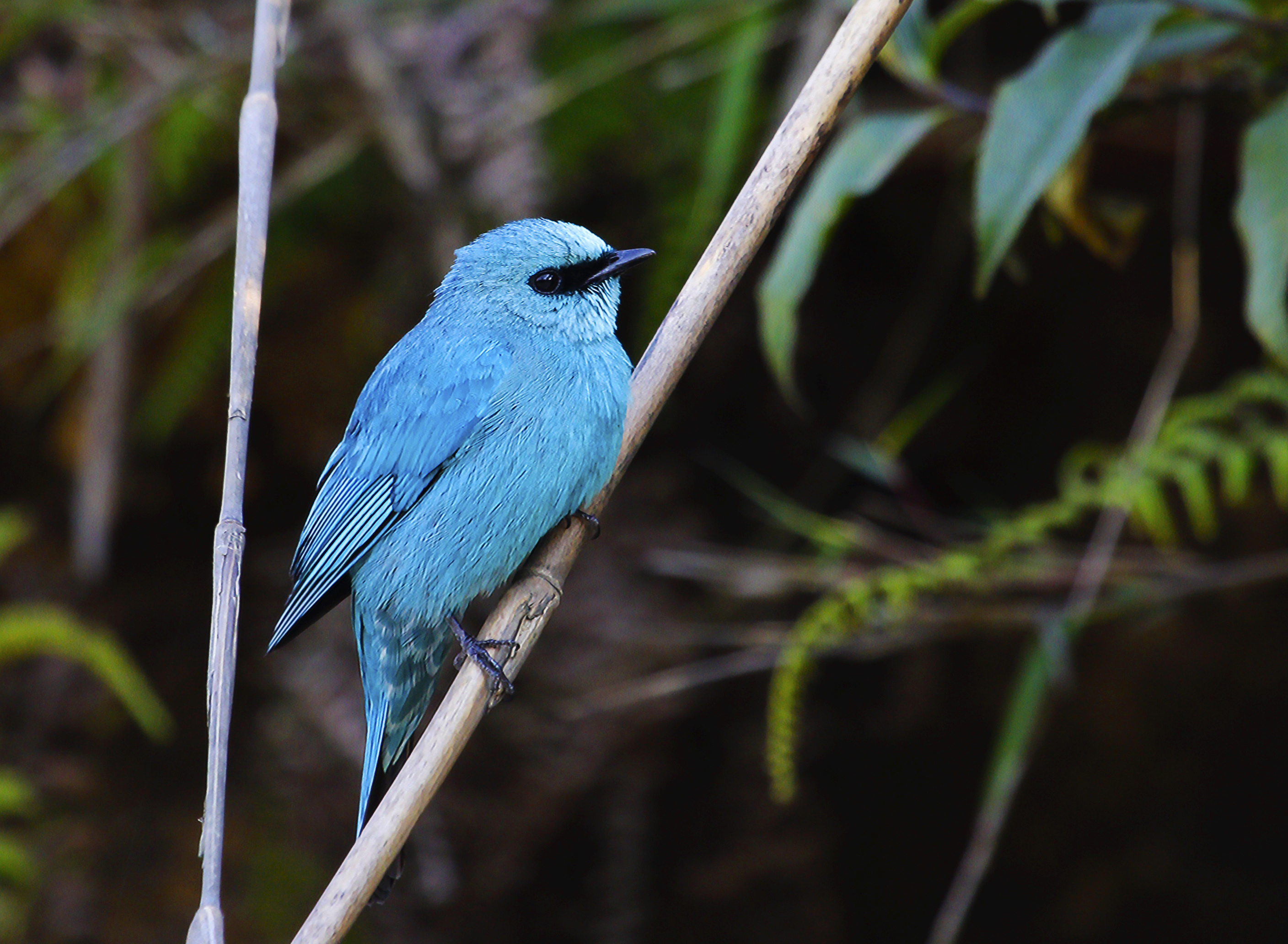
Im indischen Singalila-Nationalpark
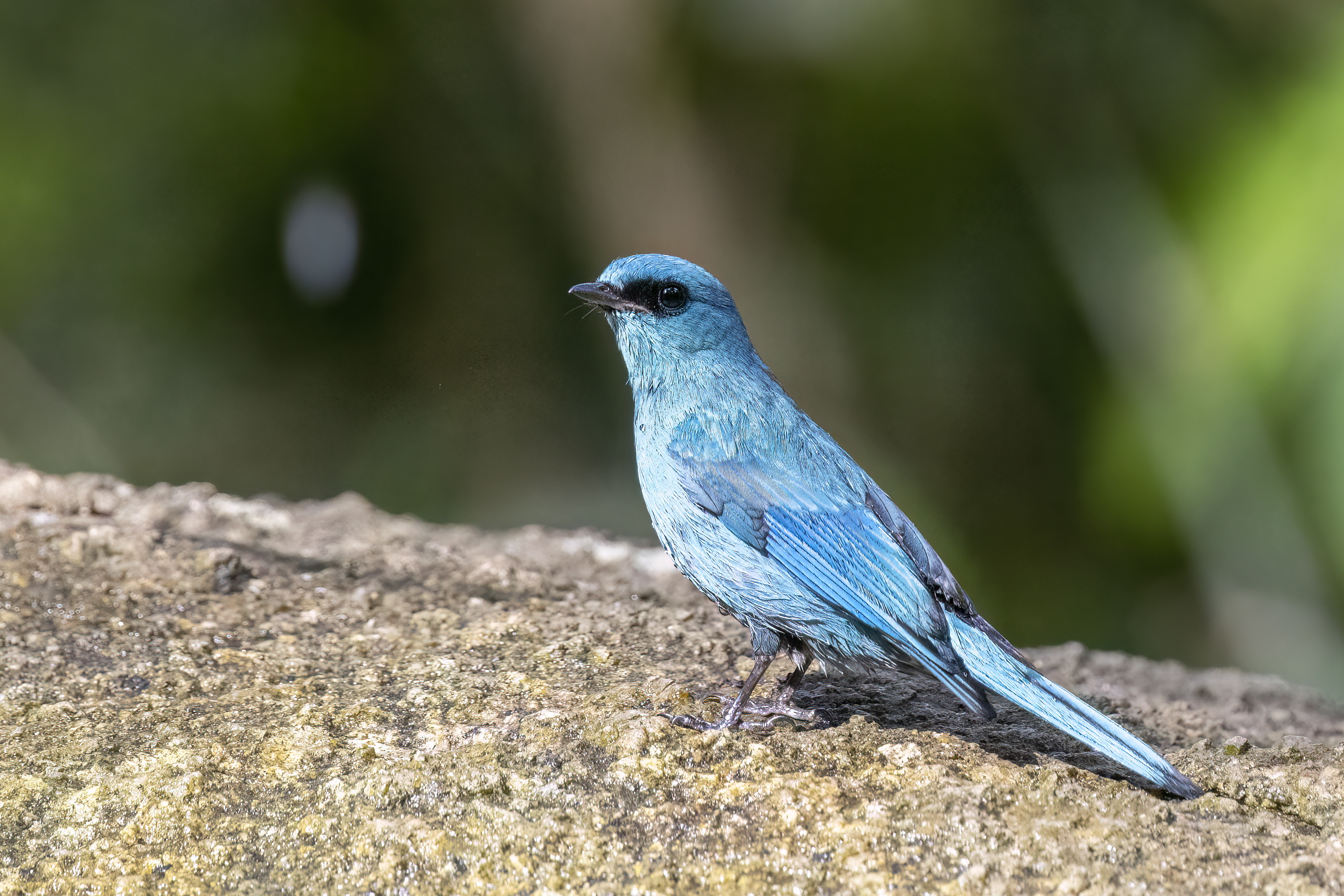
In Thailand

## Systematik
Die Art wurde 1838 von dem englischen Ornithologen William Swainson als Muscicapa thalassina wissenschaftlich erstbeschrieben. Es werden Stand 2023 zwei Unterarten unterschieden:
- Eumyias thalassinus thalassinus (Swainson, 1838) – Nordpakistan bis Indochina und den Süden Chinas
- Eumyias thalassinus thalassoides (Cabanis, 1850) – Malaiische Halbinsel, Sumatra, Borneo